# Xian de Ninghai
Le xian de Ninghai (宁海县 ; pinyin : Nínghǎi Xiàn) est un district administratif de la province du Zhejiang en Chine. Il est placé sous la juridiction administrative de la ville-préfecture de Ningbo.

## Démographie
La population du district était de 579 575 habitants en 1999.